# Explosionen vid Al Ahli-sjukhuset
Under kriget mellan Hamas och Israel inträffade den 17 oktober 2023 en explosion på parkeringsplatsen i anslutning till Al Ahli-sjukhuset, dit många palestinier sökt sig för att undkomma de israeliska flygräderna. Inledningsvis pekade flera nyhetsredaktioner ut Israel som ansvariga för explosionen, och dödssiffran rapporterades vara över 500 civila. Senare analyser har dock visat att det troligen rörde sig om en förlupen palestinsk raket, och att dödssiffran var överdriven. Ingen har tagit på sig ansvaret för händelsen, som var en av krigets dödligaste, men den palestinska milisen Islamiska jihad har pekats ut som ansvariga.

## Bakgrund
Den 7 oktober utbröt kriget mellan Hamas och Israel, en våldsam eskalering av Israel-Palestina-konflikten, efter att Hamas lanserade sitt överraskningsanfall mot israeliska byar på gränsen mot Gazaremsan där över 1 100 israeler dödades. Israel inledde då en massiv bombningskampanj av Gaza för att försvaga Hamas inför den kommande invasionen. Man utlyste omfattande evakueringsordrar, och uppmanade samtliga invånare i norra Gaza att fly söderut. En del stannade dock kvar, och vissa sökte skydd på platser de trodde skulle förskonas från det intensiva israeliska bombardemanget, däribland sjukhus.
Samtidigt sköts under kriget över 12 000 raketer från Gaza mot Israel. Många var av typen Qassam, en Hamas-tillverkad raket med låg produktionskostnad men usel träffsäkerhet. Raketen går inte att styra, anses vara för oprecis för att träffa militära mål, och har kritiserats för att användas för urskillningslös beskjutning av civila. Den har även en hög benägenhet att haverera och därefter landa i Gaza.

## Explosionen
Tisdagen den 17 oktober, klockan 19:00 lokal tid, inträffade explosionen på sjukhusets parkeringsplats vilket följdes av en stor brand. Först uppgav flera medier att Israel bombat sjukhuset, men i efterhand framkom det att man inte kunde se några signifikanta skador på omgivande byggnader, utan att de materiella skadorna var begränsade till krossade fönster och ett antal sönderbrända parkerade bilar. Nedslagskratern var ungefär 90 cm lång, och 30 cm djup.
Det finns inga oberoende uppgifter om antalet dödsoffer eller personskador. Det Hamas-kontrollerade hälsoministeriet i Gaza skrev ned antalet döda till 471 från deras ursprungliga siffra på 500. Enligt sjukhusdirektören Mohammed Abu Selmia rörde det sig snarare om cirka 250 dödsoffer. USA:s underrättelsetjänst menar att antalet döda rörde sig om någonstans "i det lägre spannet av" 100–300.

## Orsak
Ingen har tagit på sig ansvaret för explosionen. Efter att Israel inledningsvis anklagades för attacken, pekade alltmer bevis mot att orsaken skulle ha varit en palestinsk raket. I en analys genomförd av The Washington Post var ammunitionsexperter eniga om att den begränsade skadan på sjukhuset, kombinerat med branden som utbröt, stämde överens med att händelsen skulle ha orsakats av en raket. Hade det rört sig om en flygattack borde förödelsen ha varit större, och om artillerield legat bakom explosionen skulle ingen eldsvåda uppstå. Enligt krigsbrottsutredaren Marc Galasco var brandskadorna förenliga med en palestinsk raket som havererat tidigt i sin flygning och därför hade mycket lättantändligt bränsle kvar i tanken. The New York Times kom fram till liknande slutsatser som The Washington Post, och menade att nedslagskratern snarare liknade "en stor väggrop" och inte de massiva kratrar som Israels 1000-kilos bomber lämnar efter sig, och att explosionen således inte såg ut som ett typiskt israeliskt flyganfall.
Klockan 7, det vill säga samma tid som för explosionen, gick Hamas och dess allierade Islamiska Jihad ut i Telegram med att man "bombarderat" Ashdod respektive Tel Aviv. Videosekvenser från Al-Jazeera visade även hur en serie raketer avfyrades sydväst om sjukhuset, utanför Gaza city, och i CNN:s analys menade missilexperten Markus Schiller att det troligtvis var en av dessa raketer som inte nådde hela vägen fram till sitt tilltänkta mål utan istället föll ner på sjukhusområdet.
Hamas anklagar officiellt Israel för attacken, men har inte presenterat några bevis för sin sak. Enligt vittnesmål till människorättsorganisationen Human Rights Watch samlade Hamas in fragmenten vid nedslagsplatsen, vilka skulle vara värdefulla för att avgöra vad som orsakat explosionen. Hamas sade att fragmenten "snart skulle visas upp för världen", men den seniora Hamasledaren Ghazi Hamad sade sedan att "missilen har lösts upp som salt i vatten", ett påstående vars rimlighet ifrågasätts av Human Rights Watch.
Israel menar att explosionen orsakats av en havererad raket avfyrad av palestinska Islamiska Jihad, och hänvisar till att man inte utförde några militära operationer i området vid tiden för explosionen, och att dess natur inte stämmer överens med ett israeliskt flyganfall. Israels version har fått stöd av flera internationella underrättelsetjänster, däribland i USA, Frankrike, Kanada, och Storbritannien.

## Efterspel

### Protester i arabvärlden
När nyheten om den påstådda israeliska attacken nådde arabvärlden utbröt massiva protester i Mellanöstern. Demonstranter försökte bland annat storma det israeliska konsulatet i Istanbul, israeliska ambassaden i Amman, samt den amerikanska ambassaden i Beirut.

### I media
Etablerade medier har kritiserats hårt för att de snabbt efter attacken utan bevis gav Israel skulden för explosionen, och dessutom fick den att framstå som mer omfattande än den faktiskt var. I Sveriges Radio-programmet Medierna kallades hanteringen för ett "källkritiskt haveri". I SVT:s första Rapport-sändning efter explosionen uppgav man att "...fler än 500 personer har dödats när Israel anfallit ett sjukhus i Gaza, det uppger hälsomyndigheter i Gaza enligt nyhetsbyrån AP". Samma nyhet spreds av i princip samtliga svenska medier, liksom flera internationella redaktioner, inklusive BBC, New York Times, AP, och Reuters. BBC:s utrikeskorrespondent Jon Donnison rapporterade från Jerusalem att det med tanke på "explosionens storlek" var svårt att tänka sig någon annan orsak än en eller flera israeliska flygattacker. New York Times hade i flera timmar rubriken "minst 500 döda på tisdagen av israelisk flygattack mot ett sjukhus i Gaza, uppger palestinska myndigheter", trots att vissa medarbetare ifrågasatte ordvalet.
I Israel, som snabbt förnekade all form av inblandning och istället anklagade Islamiska Jihad för att ha orsakat explosionen, väckte den internationella nyhetsrapporteringen stor upprördhet. Israeliska försvarsmakten anklagade mediehus runt om i världen för att "hastigt ha publicerat Hamas rubriker – utan faktagranskning". Den israeliska regeringens officiella X-konto anklagade BBC för "modern blodsanklagelse".
I takt med att explosionens natur blev mer känd började allt fler medier uttrycka ånger över sin rapportering, och började övergå till att ange en palestinsk raket som troligaste orsaken till händelsen. En del icke-västliga medier ifrågasatte dock denna förklaring, däribland Qatar-ägda Al Jazeera som anklagade Israel för att ha "kapat sanningen" om explosionen.